# Ann Kalandadze
Ann Kalandadze (gruz. ანნ კალანდაძე; ur. 10 grudnia 1998 w Tbilisi) – gruzińska siatkarka, grająca na pozycji przyjmującej. 

## Sukcesy klubowe
Liga polska:
- 2022[1], 2023[2], 2024[3]
- 2021

Superpuchar Polski:
- 2021, 2022

Puchar Polski:
- 2022